# Seven Centroamericano Femenino 2017
El Seven Centroamericano Femenino 2017 fue la quinta edición del torneo para selecciones femeninas pertenecientes a América Central.

## Equipos participantes
- Selección femenina de rugby 7 de Costa Rica
- Selección femenina de rugby 7 de El Salvador
- Selección femenina de rugby 7 de Guatemala
- Selección femenina de rugby 7 de Nicaragua
- Selección femenina de rugby 7 de Panamá

## Posiciones[1]
| Pos. | Equipo      | Encuentros | Encuentros | Encuentros | Encuentros | Tantos  | Tantos    | Tantos     | Puntos |
| Pos. | Equipo      | jugados    | ganados    | empatados  | perdidos   | a favor | en contra | diferencia | Puntos |
| ---- | ----------- | ---------- | ---------- | ---------- | ---------- | ------- | --------- | ---------- | ------ |
| 1    | Costa Rica  | 4          | 4          | 0          | 0          | 103     | 27        | +76        | 12     |
| 2    | Guatemala   | 4          | 3          | 0          | 1          | 110     | 21        | +89        | 10     |
| 3    | Panamá      | 4          | 2          | 0          | 2          | 70      | 61        | +9         | 8      |
| 4    | El Salvador | 4          | 1          | 0          | 3          | 17      | 114       | -97        | 6      |
| 5    | Nicaragua   | 4          | 0          | 0          | 4          | 10      | 87        | -77        | 4      |

Nota: Se otorgan 3 puntos al equipo que gane un partido, 2 al que empate y 1 al que pierda
|  | Disputan Final de Oro |

#### Resultados
| 14 de octubre | Guatemala | 27 - 7 | Panamá |  |  |

| 14 de octubre | Costa Rica | 43 - 0 | El Salvador |  |  |

| 14 de octubre | Guatemala | 32 - 0 | Nicaragua |  |  |

| 14 de octubre | Panamá | 32 - 12 | El Salvador |  |  |

| 14 de octubre | El Salvador | 5 - 0 | Nicaragua |  |  |

| 14 de octubre | Costa Rica | 17 - 10 | Panamá |  |  |

| 14 de octubre | Costa Rica | 14 - 12 | Guatemala |  |  |

| 15 de octubre | Panamá | 21 - 5 | Nicaragua |  |  |

| 15 de octubre | Guatemala | 39 - 0 | El Salvador |  |  |

| 15 de octubre | Costa Rica | 29 - 5 | Nicaragua |  |  |

### Final
| 15 de octubre | Costa Rica | 10 - 19 | Guatemala |  |  |

| Bandera de Guatemala |
| Campeón Guatemala    |
| Segundo título       |

## Posiciones finales
| Posición | Selección   |
| -------- | ----------- |
| 1        | Guatemala   |
| 2        | Costa Rica  |
| 3        | Panamá      |
| 4        | El Salvador |
| 5        | Nicaragua   |